# والتر مونتجومري
والتر مونتجومري هو مصارع هاوي كندي، (ولد في بيمبروك في كندا 1895 – 1950 م).

## وصلات خارجية
- والتر مونتجومري على موقع أوليمبيديا (الإنجليزية)